# Abbaretz

Abbaretz este o comună în departamentul Loire-Atlantique, Franța. În 2009 avea o populație de 1,872 de locuitori.